# 퍽 버튼스
퍽 버튼스 (Fuck Buttons)는 2004년 영국 브리스톨에서 결성된 일렉트로닉 듀오다.

## 역사
중국계 영국인인 앤드루 헝과 벤자민 존 파워는 우스터에서 성장하면서부터 곡을 쓰기 시작했다. 앤드루는 에이펙스 트윈같은 애시드 테크노에, 벤자민은 모과이 같은 포스트 록에 매혹되었고, 아이들용 키보드로 자작곡을 연주하기 시작했다. 2004년 이 둘은 브리스톨에 있는 예술 학교에서 만나면서 음악을 하기로 의기투합하고, 버튼을 완전히 산산조각낼 정도로 강렬한 음악을 하겠다는 신념으로 듀오명을 Fuck Buttons로 정한다.
2007년 ATP 레코드에 계약하면서 발매한 첫 싱글인 "Bright Tomorrow"로 평단의 주목을 받은 이들은 곧 첫 앨범 제작에 착수하는데 이는 Street Horrrsing로 나타나게 된다. 모과이의 존 커밍이 프로듀싱하고 쉘락의 밥 웨스턴이 마스터링한 이 앨범은 좋은 평가를 받았으며, 그토록 동경했던 모과이와 함께 투어할 기회를 얻게 된다. 그리고 앤드루 웨더롤 역시 이들에게 관심을 가져 그들의 곡을 리믹스하게 된다. 이에 그들은 웨더롤과 함께 공연을 했고, 웨더롤을 프로듀서로 맞이해 2009년 두 번째 앨범 Tarot Sport를 제작하게 된다. Tarot Sport는 2009년 10월 14일 발매되었다.

## 디스코그래피

### 정규 앨범
- Street Horrrsing (CD / 2×LP, ATPR, 2008)
- Tarot Sport (CD / 2×LP, ATPR, 2009) 영국 79위

### 싱글
- "Bright Tomorrow" (ATPR, 2007)
- "Colours Move" (ATPR, 2008)
- "Surf Solar" (ATPR, 2009)